# Ботанички врт Котишина
Ботанички врт Котишина једна је од предеоних целина на обронцима планине Биоково у близини села Котишина у средишњем делу Далмације у Републици Хрватској. Као посебна заштићена природна целина предеона целина основана с почетка 20. века, данас је саставни део Парка природе Биоково.

## Положај
Ботанички врт Котишина је смештен на према Јадранском мору окренутим обронцима планине Биоково изнад села Котишина,  на око 3 км од Макарске. Простире се на 16,5 ха, на надморској висини од 300 - 500 метара и делимично задире у простор Парка природе Биоково.

## Оснивање и заштита
Према дефиницији коју је прихватио међународно удруажење IUCN (International Union for Conservation of Nature) као највећа мрежа сарадника и међународно најуваженији ауторитет на подручју заштите природе, „заштићено подручје је копнено и/или морско подручје посебно намењено заштити и одржавању биолошке разноликости као и подручје природних и сродних културних богатстава, којима се управља законским или каквим другим неоходним средствима“
Ова дефиниција заштићеног подручја пренесена је и у Закон о заштити природе Републике Хрватске (НН 80/2013) према коме је „заштићено подручје географски јасно одређен простор који је намењен заштити природе и којим се управља ради дугорочног очувања природе и пратећих услуга еколошког система.“
На основу напред изнетог Прва и друга научна конференција о подручју Биокова, препознала је Ботанички врт Котишина као важан због постојећих збирки и научних сазнања о дистрибуцији биљних врста као важнан ресурс и предложила је  заштиту биљних врста кроз институцију ботаничког врта (баште). Овај наућне јавности је прихваћен од локалних власти и Ботанички врт Котишина основана је Одлуком Скупштине општине Макарска 1984. године и Законом Републике Хрватске заштићена као споменик парковске архитектуре, који делимично задире  и у простор Парка природе Биоково.

## Мисија и намена
Основна мисија и намена врта је научно истраживање, мониторинг, популаризација и упознавање биљног свиета Биокова.  У том смислу Биоковски ботанички врт Котишина је замишљен као ограђени део природе - Биоково у малом.
Како је основа сваког ботаничког врта збирка живих биљака она је документована, што подразумева да је свака биљка означена тачним стручним именом и да је познато када је и где сакупљено семе или резница из које  је биљка узгојена.
О врту се воде и многи други податци важни за њихов успешан узгој као и подаци о лековитости или отровности биљних врста.
Сви примерци у врту су обележни јединственим бројевима и омогућавају праћење њиховог порекла у случају да се од тог семена узгојена на неком другом месту нова биљка. Књижница, хербаријум и лабораторија саставни су делови сваког ботаничког врта.
Образовање је важна делатност врта и њихова изузето важна мисија која захтерва да врт буде отворен не само за струку већ и и за јавност и према својим финансијским, просторним, и кадровским могућностима треба да непрестано образују посетиоце пружајући им разне информације о биљном свету.

## Историја
Врт је основао др фра Јуре Радић (1920-1990), фрањевац и научник, у циљу научних истраживања, праћења, заштите, очувања, популаризације и упознавања биљног света планине Биоково.
Фра Јуре Радић, пре него што се определио за овај просор дуго је истраживао и размишљао где у подбиоковљу постоји станиште с највише биоковског биља које би се лако могло обогатити и осталим биоковским врстама. Након дугогодишњег паралелног посматрања, размишљања и разговора с колегама, мештанима села и другим сарадницима дошао је до закључка да се врт биоковске флоре у природном амбијенту формира на јужним падинама биоковске приморске стране, у непосредној близини пригорског села Котишина које захвата не само претпланинска точила него и један део вертикалних горских литица у близини Макарске као туристичког места.
Предност селу Котишини пред осталим мјестима осигурала су његова геоморфолошке карактеристике, посебно оне у кањону Прослап са многим флористичким и вегетацијским особинама као и добро очувани делови старог села Котишина.
Посебни мотиви за избор овог локалитета били су:
Геоморфолошка ситуација   - непосредна близина окомитих биоковских клисура, собзиром да се одмах из села надовезује планина Биоково и њене стрме литице.
Постојећа вегетација - која указује на могућност узгоја биљних врста које захевају сличне еколошке услове.
Гранични простор између медитеранске и планинске вегетације - са елементима макије, гарига, точила и камењара. Велики број биљних врста у каменим пукотинама и клисурама, као и продор вегетације са виших у ниже пределе планине кроз кањонски део Прослап.
Посебни климатски и станишни услови широког распона микроклиме - у којем би се могле добро уклопити многе биљне врсте биоковског подручја.
Повремени водопад и близина мањих извора  - уз одговарајућу каптажу омогућавају коришчење воде за гајење биља.
Близина насеља Котишине - са постојећом инфраструктуром (приступни асфалтирани пут од Макарске до Котишине), што олакшава приступ локалитету у сврху рада и одржавања врта као и лак приступ за посетиоце појединих интересних група.
Захваљујући свим сарадницима др фра Јуре Радић и њему лично, прво је Биоково 1981. године проглашено парком природе на површини од 19.550 ха, а затим је три године касније, проглашен и Ботанички врт Котишина (1984) на основу Законом Републике Хрватске за заштићени споменик парковске архитектуре, који делимично задире и у простор Парка природе Биоково

## Опште информације
Ботанички врт Котишина није ботанички врт у класичном смислу речи, у коме се свака биљка уноси према одређеним правилима, већ је посебно издвојен (ограђени део) природе у коме су створени услови да се сачувају природни облици вегетације са самониклом флором.
На релативно малој површини од 16,5 ха налазе се врло разнолика станишта као што су:
- камењари,
- точила,
- врлетне стене,
- обрадиве површине,
- кањон Прослап с истоименим слапом, који је већи део године без воде, јер током лета пресуши, а оживи само за време јаких киша.

Због тога је и врт подељен на седам целина:
- биље биоковских клисура,
- биље биоковских камењара,
- биље сипара,
- лековито биље подручја Биокова,
- пољопривредно биље и културе,
- остало биље Биокова
- биље ширих подручја.

Дуж главних стаза које воде кроз врт евидентиране су бројне биљне врсте од тога око 10 ендема, 12 заштићених и 4 строго заштићене биљне врсте, заштићене у складу са Правилником о дивљим својтама Хрватске (НН 99/09)
У Врту су поред редовно запослених, ангажовани волонтери који раде на одржавању Врта.

### Велики каштел у Котишини
У оквиру ботаничког врта, смештен у литицама сјеверозападно од села Котишина налази се  Велики каштел, који представља једини сачувани примерак фортификацијске архитектуре на Макарском приморју.
Ово утврђење грађено је средином 17. века током Кандијског рата. Због изразитих споменичких својства  уписан је у Регистар културних добара под ознаком З-4880. За градњу Каштела кориштене су морфолошке карактеристике терена овог подручја. Природне стене ограђене су високим зидом којим је тако настала вишеспратна грађевина неправилне основе, која се састоји од две одвојене просторије међусобно повезане у нивоу првог спрата. На прочељу каштела налазе се пушкарнице на свим нивоима.
Улаз у северни део каштела је на другом нивоу, и некад је био добро скривен предзидом који је постојао (а чије су рушевне до данас сачуване).  Каштел је имао кров на једну воду а био је покривен каменим плочама које нису сачуване.
Ова грађевина која је некада служила за одбрану данас спада у заштићено непокретно појединачно културно добро, сврстано у градитељску баштину Републике Хрватске.

### Флора врта
На површини врта утврђено је око 300 самониклих биљних врста, од типично медитеранских до планинских, а на неким подручјима сађене су егзотичне врсте, пољопривредно и лековито биље.
Међу трајницама с пролећа вртом доминира јадранска перуника (lat. Iris pallida subsp. illyrica; sin. Iris pseudopallida) са својим великим лила цветовима. У Хрватској је регистриран као ендем и сматран је посебном врстом која се назива Iris pseudopallida, док је данас препозната као подврста бледе ириса (Iris pallida) Врста која је у Хрватској позната као илирска ирис (Iris illyrica) такође није препозната, а синоним је за далматинску ирис. 
- Јадранска перуника  (lat. Iris pallida subsp. illyrica; sin. Iris pseudopallida)
- I. pallida subsp. illyrica
- I. pallida subsp. illyrica
- I. pallida subsp. illyrica

Далматински је ендем и  вишегодишња биљка из фамилије (Iridaceae), рода перуника (Iris). Висока је 30 до 100 цм. Ризом кратак, листови сабљичасти; стабло гранато; цветови крупни, боје интензивно љубичасте до плаве; плод чахура. Расте на сувим каменитим травњацима средње и јужне Далмације, све од обале до 600 метара надморске висине. Од 2004. године строго је заштићен у свим природним стаништима у Хрватској. Често се сади у баштама и парковима. Ризом се раније употребљавао у медицини, данас само за производњу мириса.
У рану јесен у врту цвате напуљска циклама (Цyцламен хедерифолиум Аитон.) чији су цветови бели или светло ружичасти. Ова биљака из породице Примулацеае, у летњим месецима потпуно губи надземне делове, а сушу и врућину преживи у облику подземне стабљике (гомоља). Њени цветови се појављују пре листања међу растреситим стенским материјалом на точилу.
У пролеће и рано лето врт је најраскошнији и обилује цветним шаренилом, док се у остало доба године у њему увек може пронаћи покоји скривени цвет.

## Туризам
Кроз Ботанички врт Котишина води неколико пешачких стаза намењених туристима и љубитељима природе, уз које се налазе информативне табле. Одређене биљне заједнице су посебно означене натписом са називом породице и рода.
На главном улазу у врт у стени су уклесане речи у знак сећања на др. фра Јуру Радића оснивцача врта.
У непосредној близини улаза, уз саму литицу, налазе се зидине великог Каштела - фортификационог објекта из 17. века, импресивног изгледа, регистрован  као културно добро, које представља репрезентативан сачувани пример оваквог типа фортификацијске архитектуре на Макарском приморју.
На месту данашње црквице Светог Анте у Котишини, која је грађена у периоду од 1901. до 1903. године, била је стара црква за коју постоји податак да је 1672. године обновљена, али од ње није ништа очувано осим једног натписа који је као спомен-плоча узидан на апсиди данашње цркве. Он говори о освештању цркве које је обавио 27. априла  1681., у доба турске владавине бискуп Лишњић.
У Спомен дому „Мрин Ковачевић“ у самом селу Котишина налази се информативни и презентациони центар Парка природе Биоково који је за туристе отворен током  летњих месеци, а у осталом делу године може се посетити само по претходном договору.